# Werner Mölders
Werner »Vati« Mölders, nemški častnik, vojaški pilot in letalski as, * 18. marec 1913, Gelsenkirchen, † 22. november 1941, Breslau.
Mölders je bil najuspešnejši nemški letalski as španske državljanske vojne (14 zračnih zmag); med drugo svetovno vojno pa je dosegel še sto eno (101) in kot prvi pilot na svetu dosegel, in presegel 100 zmag v zraku.

## Življenjepis
Mölders se je rodil 18. marca 1913 v Gelsenkirchnu (Porurje). Leta 1931 se je pridružil Reichswehru, kjer je služil kot častniški kadet pehote.
Z ponovnim rojstvom Luftwaffe je Mölders leta 1934 zahteval premestitev  
med vojaške pilote. V prvem poskusu je bil zavrnjen, saj je bil spoznan kot nesposoben za letenje. Poskusil je še enkrat in bil tokrat sprejet. Sprva ga je mučila huda zračna slabost, toda ta problem je premagal s čisto voljo. 1. julija 1935 je bil kot poročnik dodeljen Fliegergruppe Schwerin (poznejšemu I./StG 162). 15. marca 1936 je bil povišan v poveljnika eskadrilje, Staffelkapitäna 1./JG 334 (poznejše  1./JG 53).
1. aprila 1936 je bil premeščen k Schulstaffel/JG 134, kjer je naslednje dve leti učil druge pilote. Ko se je pričela ustanavljati Legija Kondor, se je prostovoljno javil in 14. aprila 1938 je prišel v Cadiz. Adolf Galland mu je predal poveljstvo 3.J/88. Med špansko državljansko vojno se je odlikoval kot dober pilot, odličen strelec, taktik in organizator. Skupaj z ostalimi nemškimi letalci je razvil novo tehniko formacijskega letenja, znano pod imenom štiriprstna, ki je izboljšala vidljivost med poletom in povečala možnosti medsebojne vodljivosti in sodelovanja med zračnim bojem. Med 15. julijem in 3. novembrom 1938 je dosegel 14 zračnih zmag: od tega 11 I-16, 1 Polikarpov I-15 in 1 Tupoljev SB; priznali pa mu niso še ene sestrelitve I-16. Večino teh zračnih zmag je dosegel v Bf 109 C-1 (oznaka 6-79 »Luchs«). Ob koncu vojne se je vrnil v Nemčijo kot najuspešnejši letalski as te vojne.
Ob začetku druge svetovne vojne je bil Staffelkapitän 1./JG 53, eskadrilje nameščene v Wiesbaden-Erbenheimu. Tu je dobil vzdevek »Vati« (Očka) zaradi svojega odnosa do manj izkušenih pilotov, katerim je bil kot drugi oče. 21. septembra 1939 je dosegel svojo prvo zmago druge svetovne vojne, ko je setrelil francoski lovec Curtiss 75A. 1. novembra istega leta je postal poveljnik III./JG 53. 5. junija 1940 ga je sestrelil francoski letalski as podporočnik René Pommier Layragues; uspel se je rešiti, a je postal vojni ujetnik. Po dveh tednih je bil izpuščen, saj sta Francija in Nemčija podpisali premirje. Vrnil se je nazaj v aktivno službo in postal poveljnik polka JG 51 in že 28. julija 1940 med prvim poletom z njegovo novo enoto uspel sestreliti Spitfire, a je njegovo letalo zadel protiletalski ogenj. Kljub težkim poškodbam nog je uspel zasilno pristati v Wissantu. Čez mesec dni se je vrnil v enoto.
Tako je dosegel še 28 zračnih zmag med bitko za Anglijo. 22. oktobra 1940 je sestrelil 3 Hurricane in postal prvi pilot Luftwaffe, ki je dosegel 50 zračnih zmag. Do konca bitke za Anglijo je skupaj zbral 54 zračnih zmag.
Maja 1941 je bil premeščen na vzhod, kjer so se pripravljali za napad na ZSSR. 22. junija 1941 je sestrelil 4 sovjetska letala: 1 I-153 in 3 Tupoljev SB, zakar je kot drugi pripadnik Wehrmachta prejel meče k viteškemu križcu železnega križca.
30. junija istega leta je kot prvi pilot na svetu presegel 80 zračnih zmag von Richthofna, ko je sestrelil 5 SB-2 bombnikov (tega dne je JG 51 sestrelil rekordno število 110 sovjetskih letal). 15. julija istega leta je postal prvi pilot v zgodovini, ki je dosegel 100 zračnih zmag in kot prvi prejel diamante k viteškemu križcu železnega križca.
Na osebni ukaz Göringa mu je bilo prepovedano nadaljnje bojno letenje ker se je le ta bal propagandnih posledic, če bi padel v boju. Istočasno je bil povišan v polkovnika in 7. avgusta imenovan za Generalnega inšpektorja lovcev. Kljub prepovedi letenja je opravil več bojnih poletov, v katerih je dosegel več zračnih zmag nad Krimom, ki pa so zaradi prepovedi ostale nepotrjene in tako nepriznane. Tako se je posvetil šolanju mladih pilotov in razvijanju novih konceptov (npr. prednji zračni kontrolor)
22. novembra 1941 je letel kot potnik v He 111 na poti iz Krima v Nemčijo, da bi se udeležil pogreba Ernesta Udeta. Med pristajanjem med nevihto v Breslau je letalo zadelo v električni drog in se razbilo na tleh, pri tem pa sta se »Vati« Mölders in pilot letala ubila. Njemu v čast in spomin so 20. decembra 1941 lovskemu polku JG 51, kateremu je poveljeval, poimenovali po njem; torej po novem JG 51 »Mölders«.

## Napredovanja
- Fahnenjunker-Gefreiter - 1. oktober 1931
- Fahnenjunker-Unteroffizier - 1. april 1932
- Fähnrich - 1. junij 1933
- Oberfähnrich - 1. februar 1934
- poročnik - 1. marec 1934
- nadporočnik - 20. april 1936 (z veljavnostjo za nazaj: 1. april 1936)
- stotnik - 18. oktober 1938 (z veljavnostjo za nazaj: 1. oktober 1938)
- major - 19. julij 1940
- podpolkovnik - 25. oktober 1940
- polkovnik - 20. julij 1941

## Odlikovanja
- španska Medalla de la Campana
- španska Medalla Militar
- Spanienkreuz mit Schwertern in Gold mit Brillanten
- Frontflugspange für Jäger in Gold mit Brillanten
- Flugzeugführer- und Beobachterabzeichen in Gold mit Brillanten
- Wehrmachtsbericht (omenjen 10. krat)
- Verwundetenabzeichen in Bronze
- železni križec II. razreda
- železni križec I. razreda
- viteški križ železnega križa (29. maj 1940)
- viteški križ železnega križa s hrastovimi listi (21. september 1940)
- viteški križ železnega križa s hrastovimi listi in meči (75. prejemnik, 22. junij 1941)
- viteški križ železnega križa s hrastovimi listi, meči in diamanti (15. julij 1941)